# Hiukkanen (sjö i Mäntyharju, Södra Savolax)
Hiukkanen är en sjö i kommunen Mäntyharju i landskapet Södra Savolax i Finland. Sjön ligger 103,2 meter över havet. Arean är 83 hektar och strandlinjen är 9,28 kilometer lång. Sjön  ingår i Kymmene älvs huvudavrinningsområde.   Den ligger omkring 31 kilometer sydväst om S:t Michel och omkring 180 kilometer nordöst om Helsingfors. 
I sjön finns ön Karhunpääsaaret. 